# Jay Barrs
Jay Barrs   (Jacksonville, 17 de juliol de 1962) és un arquer estatunidenc, ja retirat, que va competir durant les dècades de 1980 i 1990.
El 1988 va prendre part en els Jocs Olímpics d'Estiu de Seül, on va disputar dues proves del programa de tir amb arc. En la prova individual va guanyar la medalla d'or, mentre en la competició per equips guanyà la de plata. Formà equip amb Richard McKinney i Darrell Pace. Quatre anys més tard, als Jocs de Barcelona, també disputà dues proves. Fou cinquè en la prova individual, mentre en la competició per equips fou sisè.
En el seu palmarès també destaquen cinc medalles en el Campionat del Món, dues de plata i tres de bronze entre el 1987 i el 1999, així com cinc medalles, tres d'or i dues de plata, en els Jocs Panamericans. A nivell nacional guanyà 14 campionats dels Estats Units.